# Phaolô Lê Văn Lộc
Phaolô Lê Văn Lộc là một linh mục tử vì đạo, được Giáo hội Công giáo Rôma tôn phong Hiển Thánh vào năm 1988.
Ông sinh năm 1830 tại xã An Nhơn, phủ Tân Bình (sau này là Sài Gòn, nay là phường 17, quận Gò Vấp, Thành phố Hồ Chí Minh, thuộc Tổng Giáo phận TP. Hồ Chí Minh), được cha sở họ đạo Chợ Quán nhận nuôi dưỡng và gửi theo học Chủng viện Cái Nhum (nay thuộc Vĩnh Long). Năm 1843, Giám mục Dominique Lefèbvre Ngãi gửi ông sang học tại Chủng viện Penang - Mã Lai. Trở về năm 1850, ông dạy giáo lý và phụ trách phụng vụ tại họ Chợ Quán. Ông được thụ phong linh mục ngày 7 tháng 2 năm 1857 ở Lái Thiêu, sau đó được bổ nhiệm làm giám đốc Tiểu chủng viện Thủ Đức. Vì tình hình bất an, chủng viện phải dời về Thị Nghè. Hai năm sau, Chủng viện Thị Nghè phải tạm thời giải tán, ông trốn tránh quanh vùng Sài Gòn và Gia Định và bị bắt ngày 13 tháng 12 năm 1857. Ông bị hành quyết ngày 13 tháng 2 năm 1859 tại pháp trường Trường Thi, nay là góc đường Hai Bà Trưng – Xô Viết Nghệ Tĩnh, thành phố Hồ Chí Minh. Thi hài được mai táng tại họ đạo Chợ Quán. Hiện nay, xương được tôn kính tại Nhà thờ Đức Bà Sài Gòn.